# Pelléas et Mélisande (Maeterlinck)

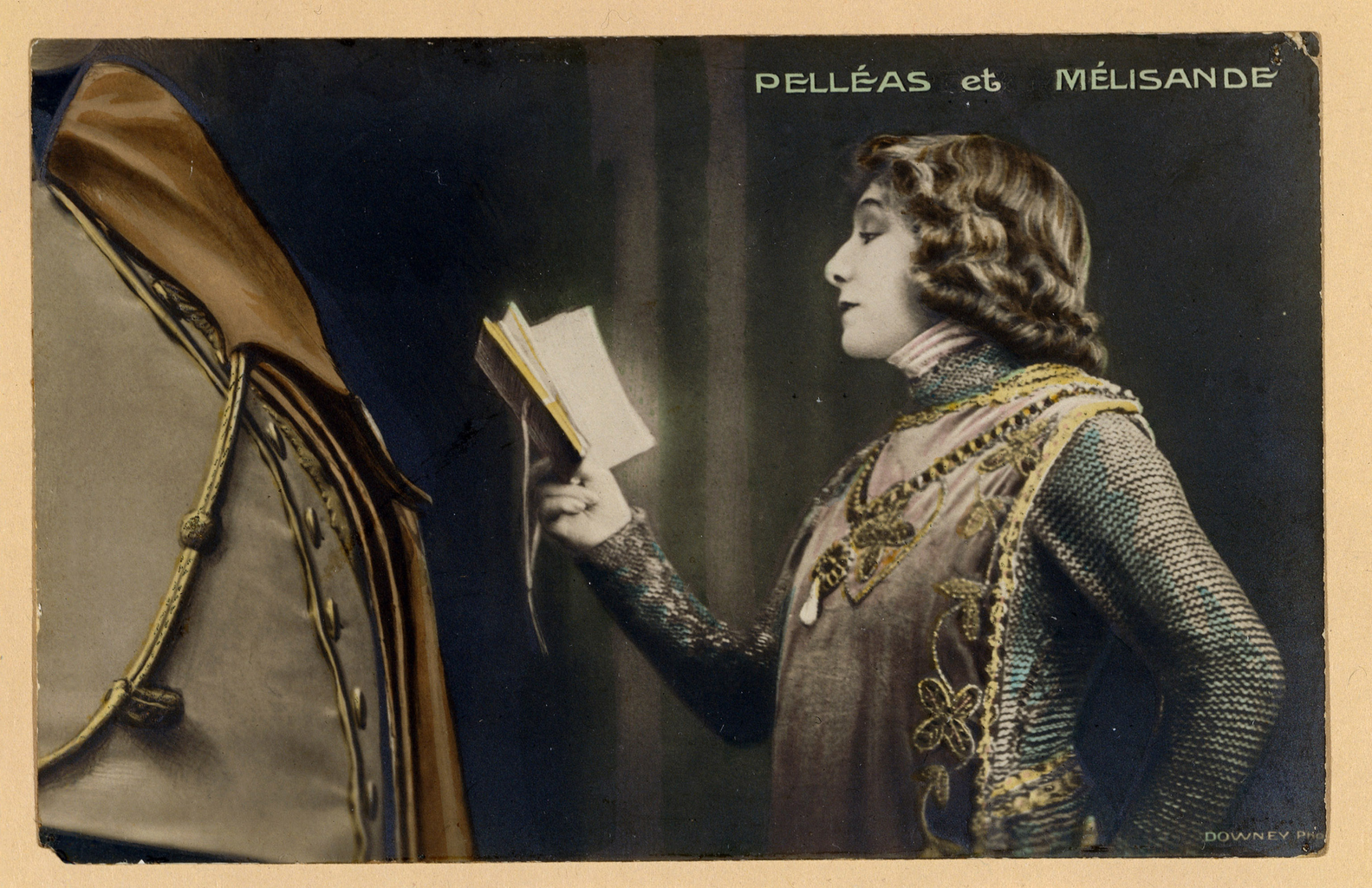
Sarah Bernhardt i Pelléas et Mélisande.

Pelléas et Mélisande är ett drama i fem akter av Maurice Maeterlinck (tillägnat Octave Mirbeau), publicerat 1892 och uruppfört i Paris 16 maj 1893. 
Maeterlincks drama är ett av den litterära symbolismens viktigaste enskilda verk. Språket har en starkt lyrisk prägel.
Dramat har inspirerat Claude Debussy till en opera med samma namn, som hade premiär i Paris 27 april 1902. Debussy använde en förkortad version av Maeterlincks ursprungliga text som libretto. Även Gabriel Fauré, Jean Sibelius, Alexander von Zemlinsky och Arnold Schönberg har av dramat inspirerats till musikverk av olika slag – alla med samma titel. Av Mel Bonis finns pianostycket "Mélisande".